# Нелу Тетару
Нелу Тетару (рум. Nelu Tătaru, 30 вересня 1972, Васлуй) — румунський політик і лікар. Він народився в місті Васлуй, та вивчав медицину в Університеті медицини та фармації імені Григора Т. Попи в Яссах. Він є членом Національної ліберальної партії (PNL), він був обраний до Сенату в 2012 році, де пропрацював 4-річний термін. Він обіймав посаду міністра охорони здоров'я в кабінеті Орбана з 26 березня до 23 грудня 2020 року.